# 科学记录
《科学记录》（Science Record）是一份已停刊的科学期刊。1942年1月，中华民国中央研究院创办了《科学记录》，作为国际学术交流刊物，以英文、德文、法文刊载中国基础研究的原创成果。至1949年，《科学记录》共出版2卷，每卷4期。中华人民共和国成立后，中国科学院编译出版委员会继续出版《科学记录》，将其作为与外国交流的综合性学术刊物，以外文出版，但文前附中文摘要。1950年至1952年，《科学记录》出版了第3至第5卷，每卷4期。1952年10月，《科学记录》停刊，并入《中国科学》外文版。1957年，《科学记录》恢复出版，改为中文和外文两版，外文为英语、法语、德语、俄语四种之一。1960年，《科学记录》停刊。1957年至1960年出版的《科学记录》编为新辑第1卷至第4卷。

## 历史

### 中华民国时期
1942年1月，中华民国中央研究院创办了《科学记录》。吴有训出任主编，李书华、曾昭伦、王家楫、吴有训、李四光、陈焕镛、姜立夫、吴定良、李济等人担任编辑委员。《科学记录》覆盖天文、地理、生物、数学、物理、化学及工程技术等学科，作为国际学术交流的刊物，刊登当时中国基础研究的原创性成果。期刊限定使用英文、德文、法文三种文字，文章不得超过1,500字。《科学记录》学术水平很高，代表了战时中国科学研究的最高水平。抗战结束后，《科学记录》1947年迁至上海印刷。《科学记录》创刊之初粗定每年出刊两期。1942年出版了第1卷的第1、2期，1945年出版了第1卷的第3、4期，1947年出版第2卷第1期，1948年出第2卷第2期，1949出第2卷第3、4期。

### 中华人民共和国成立至1952年
1950年1月，中国科学院編譯局成立。根据计划，中科院编译局出版三份综合性科技期刊：《科学通报》《中国科学》《科学记录》。《科学通报》定位为较通俗的刊物，主要介绍中国科学院科研进展、中国国内外的科技成就。《中国科学》涵盖自然科学和社会科学，主要发表中国学者的论文，尤其鼓励自然科学的学者以中文发表论文。《科学记录》作为中国科学院与国外交换的刊物，以外文印行，但论文前均附有中文提要，论文均为短篇，“（1950年）四月已准备征稿，征稿简则已于五月中旬发出。创刊号定八月间出版”。《科学通报》为月刊，《中国科学》和《科学记录》均为三个月出版一次。1950年至1952年，《科学记录》每年出四刊，出版了第3至5卷。1952年10月，季刊《中国科学》（外文版）创刊，旨在向世界介绍中国科学研究成就。《科学记录》并入《中国科学》（外文版）。

### 1957至1960年的《科学记录》新辑

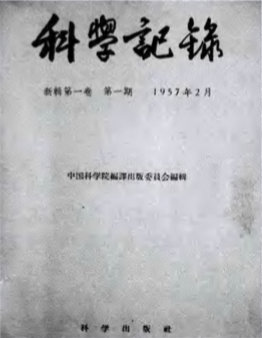
《科学记录》新辑第一卷第一期封面，1957年2月

1956年12月，中国科学院编译出版委员会主任委员工作会议决定在科学出版社增设《中国科学》、《科学记录》编辑室，1957年起编辑室由中国科学院编译出版委员会领导。蓝玲被任命为编辑室主任，张为先担任副主任。1957年，《科学记录》复刊，当年出6刊。次年改为月刊。1957年至1960年间出版的《科学记录》被编号为《科学记录》新辑第1至第4卷。1960年《科学记录》出版6刊后，《科学记录》再次停刊。1960年7月，中共中央决定整顿刊物，对全国刊物进行出版质量与保密检查。中科院出版的《科学记录》《中国科学》《科学通报》均停刊。这年11月，《中国科学》《科学通报》恢复出版，《科学记录》没有恢复。这四年间出版的《科学记录》分为中文和外文两版。每篇文章都有中文、外文两个版本，外文为英语、法语、德语、俄语中的一种。